# 6473 Вінклер
6473 Вінклер (6473 Winkler) — астероїд головного поясу, відкритий 9 квітня 1986 року.
Тіссеранів параметр щодо Юпітера — 3,351.